# Alaska Zoo
Koordinaten: 61° 7′ 29″ N, 149° 47′ 32″ W
Der Alaska Zoo ist ein 10 ha großer Tierpark in Anchorage, Alaska. Die rund 100 Vögel und Säugetiere ziehen jährlich knapp 200.000 Besucher an. Das Hauptaugenmerk liegt auf einheimischen Spezies, aber auch nicht in Alaska beheimatete Tierarten wie Sibirische Tiger leben im Zoo.
Neben der Präsentation der Tiere hat sich der Tiergarten auf Ausbildung, Forschung, Artenschutz und Auswilderung spezialisiert. Viele der im Zoo lebenden Tiere wurden verletzt oder verwaist in der freien Wildbahn aufgefunden.

## Geschichte
Die Ursprünge des Zoos gehen ins Jahr 1966 zurück, als Jack Snyder, ein Lebensmittelhändler aus Anchorage, bei einem Preisausschreiben „3000 $ oder einen Babyelefanten“ gewann. Er wählte das Tier und erhielt einen weiblichen Asiatischen Elefanten namens Annabelle. Der Elefant wurde zunächst auf der Diamond H Horse Ranch von Sammye Seawell in Anchorage untergebracht, da diese über den einzigen beheizbaren Stall in der Gegend verfügte.
Die zunehmende Popularität des Elefanten veranlasste Seawell zur Gründung einer gemeinnützigen Gesellschaft, deren Ziel eine Einrichtung war, in der die Öffentlichkeit Tiere beobachten und über sie lernen konnte. Am 28. März 1968 wurde der Alaska Children’s Zoo gegründet, der im darauffolgenden Jahr auf an Seawells Ranch angrenzendem Land eröffnet wurde. 1980 wurde der Name in Alaska Zoo geändert.
Kontroverse um die Elefantenhaltung

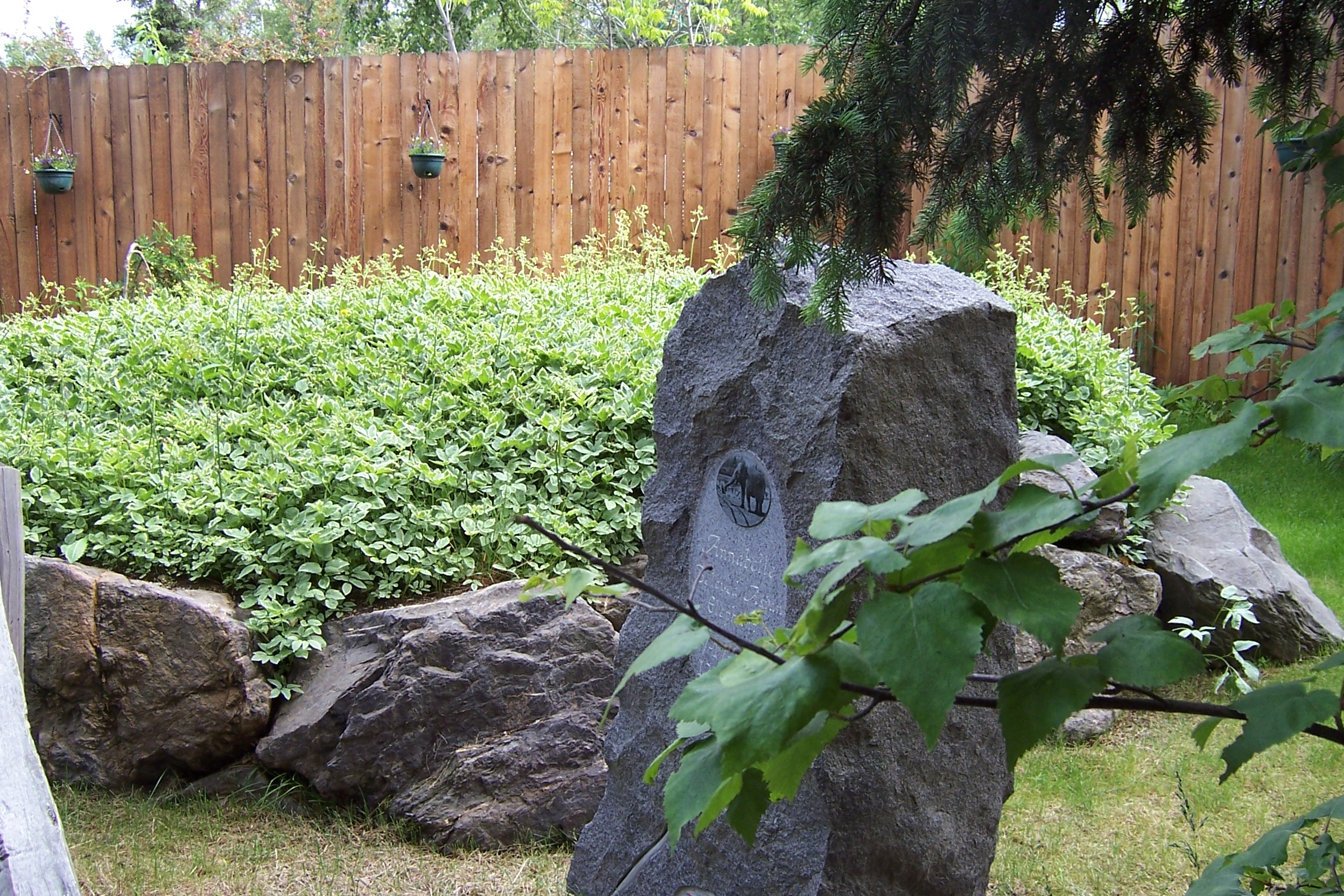
Annabelles Grab im Alaska Zoo

1983 war eine Afrikanische Elefantenkuh namens Maggie als Gesellschaft für Annabelle angeschafft worden. Nach Annabelles Tod am 15. Dezember 1997 wurde der Zoo von Tierschutzorganisationen heftig kritisiert, weil er Maggie ohne die Möglichkeit zum Kontakt mit Artgenossen in Alaskas für Elefanten zu kühlem Klima hielt und sie nicht in ein Naturschutzgebiet abgab, wie dies beispielsweise die Zoos in Detroit und San Francisco nach ähnlicher Kritik getan hatten. Der Alaska Zoo argumentierte mit den Risiken eines Umzugs, verdoppelte die Größe von Maggies Gehege und installierte ein Laufband für Elefanten. 2007 gab der Zoo dem Druck der Öffentlichkeit jedoch nach und gab Maggie an das Schutzgebiet der Performing Animal Welfare Society in Kalifornien ab.